# Saundersiops cayensis
Saundersiops cayensis là một loài ruồi trong họ Tachinidae.